# Powerplay (Fernsehsendung)
Powerplay – ganze 17 Meter war eine Fernsehsendung des ORF. Sie umfasste insgesamt sechs Folgen, die ab dem 25. September 2010 samstags um 20:15 Uhr auf ORFeins ausgestrahlt wurden. Moderiert wurde die Sendung von Christian Clerici. Ab Juni 2011 wurde ein ähnliches Konzept namens 17 Meter auf ProSieben ausgestrahlt.

## Inhalte
Das Konzept stammt von der Sendung The Whole 19 Yards aus Großbritannien. Ziel war es, in jeder Spielrunde durch nacheinander auftauchende Beschreibungen einen bestimmten Begriff zu erraten, 17 Meter an verschiedenen Hürden zu bewältigen, danach einen Buzzer zu drücken und dann den gesuchten Begriff zu nennen.